# 그라나다 74 CF
그라나다 74 CF(Granada 74 CF)는 스페인 안달루시아 지방에 있는 그라나다를 근거로 했던 축구팀이다. 이 팀은 2007년에 시우다드 데 무시아를 개편되어 창단되었으나, 2009년에 해산되었다.

## 역대 감독
| 감독                 | 임기        |
| -------------------- | ----------- |
| 안토니오 타피아      | 2007 ~ 2008 |
| 마르코스 알론소 페냐 | 2008        |